# Valerij Borisovič Brajnin
Valerij Borisovič Brajnin (in russo Валерий Борисович Брайнин?; Nižnij Tagil, 27 gennaio 1948) è un poeta, musicologo, pedagogo compositore russo naturalizzato tedesco.

## Biografia
Valerij Brajnin (anche Valeri o Willi Brainin con lo pseudonimo letterario Brainin-Passek) è un dei figli del poeta austriaco e antifascista Boris Brainin (1905-1996, con lo pseudonimo letterario Sepp Österreicher), una ben nota famiglia ebrea viennese Brainin. Tra i parenti più importanti ricordiamo: Reuben Brainin (pubblicista ebreo, 1862–1939), Norbert Brainin (violinista austriaco-britannico, fondatore del Quartetto Amadeus, 1923–2005) ed altri. La madre di Valeri Brainin, Asja Il'inična Brajnina natа Passek (1919-2005) era una pediatra. Passek è una famiglia nobile russa che ha origini dalla Boemia.
Nel 2015 viveva sia a Hannover che a Mosca.

### Attività scientifica
Brainin ha studiato composizione, matematica e linguistica. Ciò lo ha aiutato a creare un sistema pedagogico musicale speciale. Il metodo Brainin di "Sviluppo dell'intelletto musicale nei bambini" si basa sulle idee della semiotica, teoria dell'informazione, linguistica strutturale, della psicologia infantile (Jean Piaget, Lev Vygotskij) e anche su metodologie finalizzate allo sviluppo dell'orecchio musicale e del pensiero musicale: "solfeggio assoluto", solmisazione relativa (John Curven, Agnes Hundoegger, Zoltán Kodály, Carl Orff, Roberto Goitre, Richard Münnich, Heino Kaljuste) e anche solmisazione ritmica (Galin-Paris-Chevé, Edwin Gordon).
Questo metodo è concepito per soggetti di tutte le età e non fa differenza tra istruzione professionale e non, in quanto lo scopo principale che si prefigge, è quello di dare un'educazione audio percettiva o "percezione musicale".  Lo scopo principale del sistema Brainin riguarda il raggiungimento ed il potenziamento dalla più tenera età della recettività musicale, sia nel potenziale ascoltatore di musica classica, sia nel musicista professionista.
Il sistema Brainin si basa sull'elaborazione di correlazioni precise fra le sensazione uditiva, intonazione vocale, immagini visive e attività motorie, con una metodologia di apprendimento graduale delle note musicali e del ritmo condizione essenziale per la formazione dell'orecchio assoluto o orecchio relativo, e per lo sviluppo della lettura musicale (anche "a prima vista").
Oltre che di educazione musicale, si occupa di questioni teoriche nel campo del microcromatismo. I suoi scritti sono apparsi in diverse riviste europee (anche in Italiano).

### Appartenenza alle società scientifiche
Brainin è membro dell'"Accademia scientifica per educazione pedagogica" in Russia,  e nelle "Società psicologica-musicale"  in Germania (Deutsche Gesellschaft für Musikpsychologie).

### Attività pubblica
Brainin è presidente della Società per l'Educazione Musicale della Federazione Russa (parte Russa della Società Internazionale per l'Educazione Musicale dell'UNESCO). Direttore artistico del Concorso musicale internazionale "Classica Nova"  (nel 1997 riconosciuto dalla Guinness dei primati come il più grande concorso di musica ).

### Attività pedagogica
Già docente di materie teoriche presso il ginnasio "Gnesin" di Mosca, scuola di musica per bambini ed adolescenti particolarmente dotati. Attualmente è direttore del laboratorio sulle 'Nuove tecnologie per l'educazione musicale' presso l'Università Pedagogica di Mosca e direttore artistico delle Scuole di Musica Brainin in vari paesi..

### Attività letteraria
Poeta, allievo di Arsenij Tarkovskij, ha pubblicato in diverse riviste letterarie in Russia, Israele, Germania, USA su Novyj Mir, Znamja, Ogonëk, Partisan Review e altre. Nella sua Antologia di opere poetiche scelte del XX secolo "Stanze del secolo", il poeta russo Evgenij Evtušenko ha incluso poesie di Brainin.
Dal 1985 al 1990 Brainin è stato membro del Circolo "Poesia" (Клуб «Поэзия») di Mosca, riuscendo a mettere insieme famosi scrittori russi quali: Aleksej Parščikov, Michail Ėpstein, Dmitrij Prigov, Lev Rubinstein, Jurij Arabov (lo sceneggiatore di tutte le opere della regista famoso Aleksandr Sokurov) ed altri.
Dal 1991 al 2000 Brainin ha collaborato con l'emittente Radio Free Europe e BBC con suoi saggi, in trasmissioni letterarie.
- Брайнин-Пассек, В. К нежной варварской речи. Стихотворения. Составитель Михаил Безродный. Предисловие Юрия Арабова. — СПб.: Алетейя, 2009. — 94 c. — (Серия «Русское зарубежье. Коллекция поэзии и прозы»). ISBN 978-5-91419-277-5